# Ocuocsü er ven
Az Ocuocsü er ven (惡作劇2吻, pinjin: È Zuò Jù Èr Wěn), angol címén They Kiss Again egy 2007-ben készült tajvani romantikus televíziós sorozat, Ariel Linnel és Joe Chenggel a főszerepben. A sorozat az Ococsü cse ven folytatása; a fülöp-szigeteki ABS-CBN csatorna is megvásárolta. A sorozat a Fülöp-szigeteken elnyerte az USTv Students' Choice Award legkedveltebb külföldi szappanopera-díját 2009-ben.

## Történet

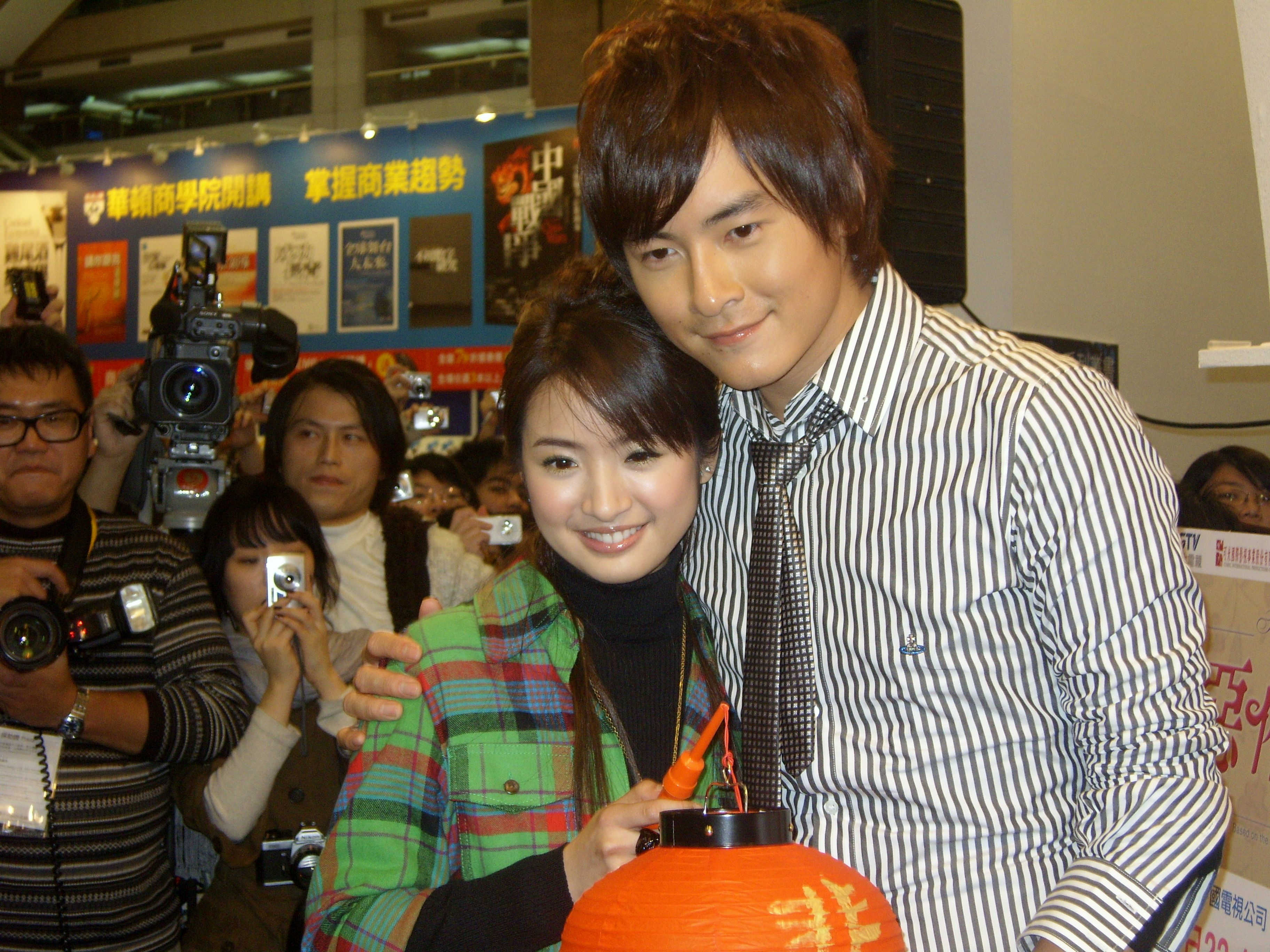
Ariel Lin és Joe Cheng egy médiaeseményen, 2008-ban

|  | Alább a cselekmény részletei következnek! |

Hsziang-csin (Xiang-qin) (Ariel Lin) és Cse-su (Zhi-shu) (Joe Cheng) immáron házasok, ám az együttélés korántsem könnyű. Már a nászútjuk során számos problémába ütköznek és a fiúnak csábítója is akad. Cse-su (Zhi-shu) mindent megtesz, hogy megpróbálja önállóságra nevelni szeleburdi feleségét, aki eme igyekezetét bántásnak véli, s emiatt sokszor összekapnak, a lány még otthonról is elköltözik dühében. Amikor a nővériskola egyik férfi növendéke udvarolni kezd Hsziang-csin (Xiang-qin)nek, Cse-su (Zhi-shu)nak egy korábban soha nem látott érzéssel is szembe kell néznie: a féltékenységgel. Az összezavarodott fiú nem tud mit kezdeni az érzéssel, s hideg nemtörődömséggel palástolja azt – teljesen porig sújtva ezzel feleségét, aki férje hideg viselkedését látva azt hiszi, kedvese már nem szereti. Közben egy félreértett terhesség is borzolja a kedélyeket, Cse-su (Zhi-shu)nak pedig az orvosi egyetem elvégzése után be kell vonulnia katonának. A sorozat első szériájában Hsziang-csin (Xiang-qin)be szerelmes Csin (Jin) (Jiro Wang) egyre közelebb kerül a cserediák Christine-hez, Hsziang-csin (Xiang-qin) legjobb barátnőjének pedig gyermeke születik.